# Saint-Loup (Charente-Maritime)
Saint-Loup (auch: Saint-Loup-de-Saintonge) ist eine französische Gemeinde mit 312 Einwohnern (Stand: 1. Januar 2022) im Département Charente-Maritime in der Region Nouvelle-Aquitaine (vor 2016: Poitou-Charentes); sie gehört zum Arrondissement Saint-Jean-d’Angély und zum Kanton Saint-Jean-d’Angély. Die Einwohner werden Lupéens und Lupéennes genannt.

## Geographie
Saint-Loup liegt etwa 50 Kilometer ostsüdöstlich von La Rochelle. Umgeben wird Saint-Loup von den Nachbargemeinden Puyrolland und Nachamps im Norden, Landes im Osten, Chantemerle-sur-la-Soie im Süden, Tonnay-Boutonne im Südwesten und Westen sowie Annezay im Westen.

## Bevölkerungsentwicklung
| Jahr                       | 1962 | 1968 | 1975 | 1982 | 1990 | 1999 | 2006 | 2019 |
| Einwohner                  | 403  | 327  | 267  | 252  | 274  | 273  | 270  | 306  |
| Quellen: Cassini und INSEE |      |      |      |      |      |      |      |      |

## Sehenswürdigkeiten
- Kirche Saint-Leu aus dem 12. Jahrhundert, Umbauten aus dem 15. Jahrhundert (Glocke als Monument historique geschützt)

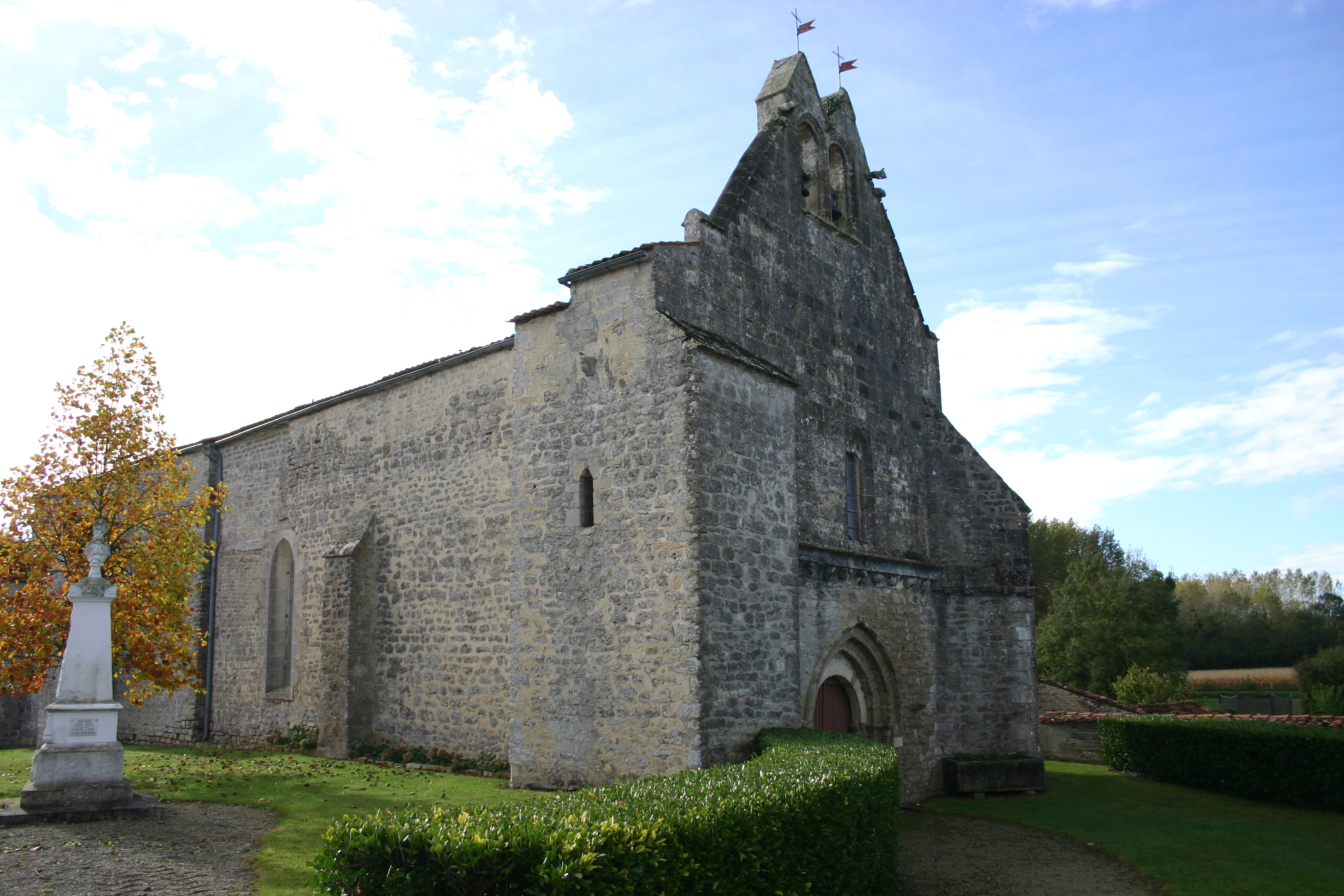
Kirche Saint-Leu